# 坂本古墳群 (明和町)

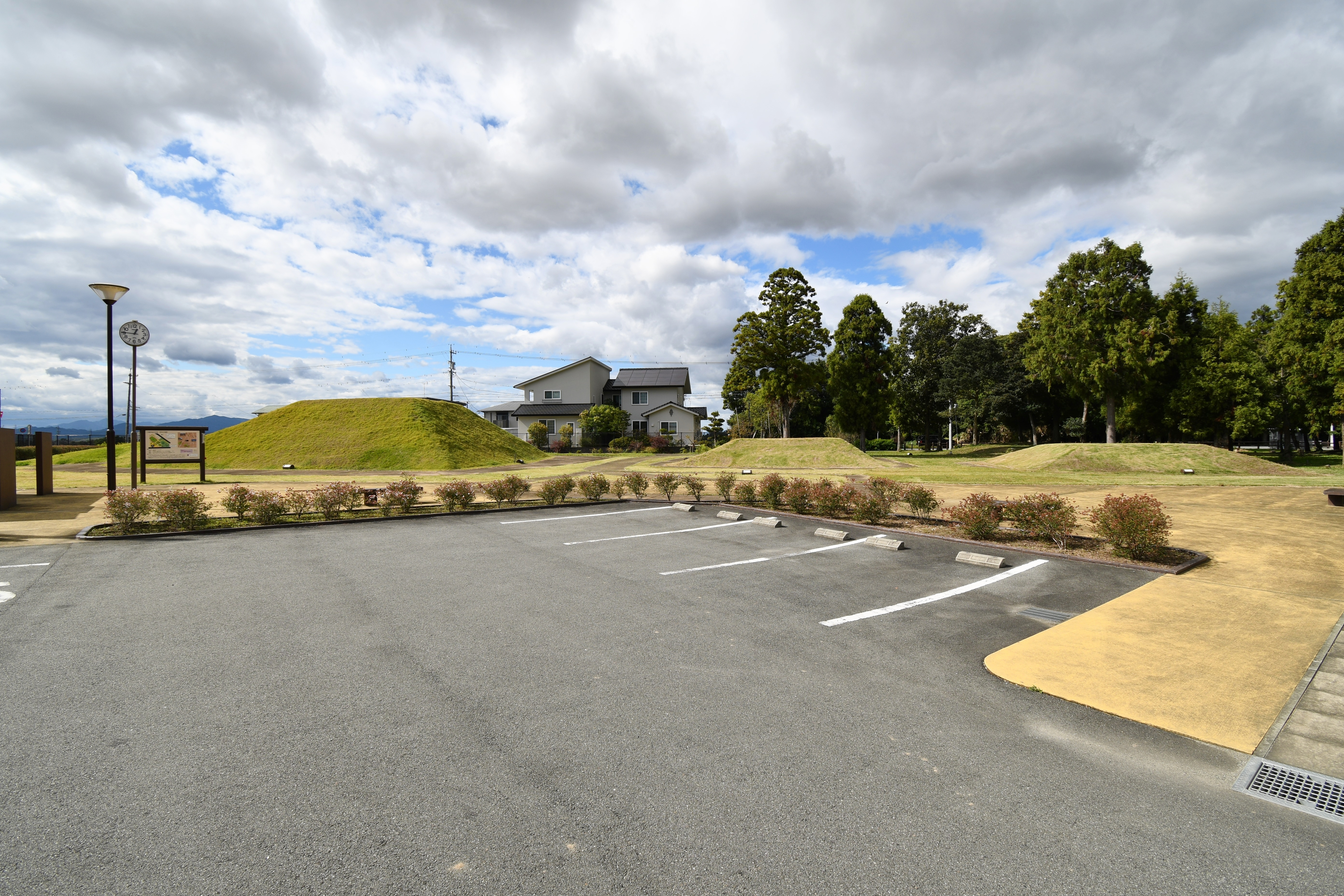
坂本古墳群 概観

坂本古墳群（さかもとこふんぐん）は、三重県多気郡明和町坂本にある古墳群（群集墳）。6基が三重県指定史跡に指定され、1号墳出土の金銅装頭椎大刀は三重県指定有形文化財に指定されている。

## 概要

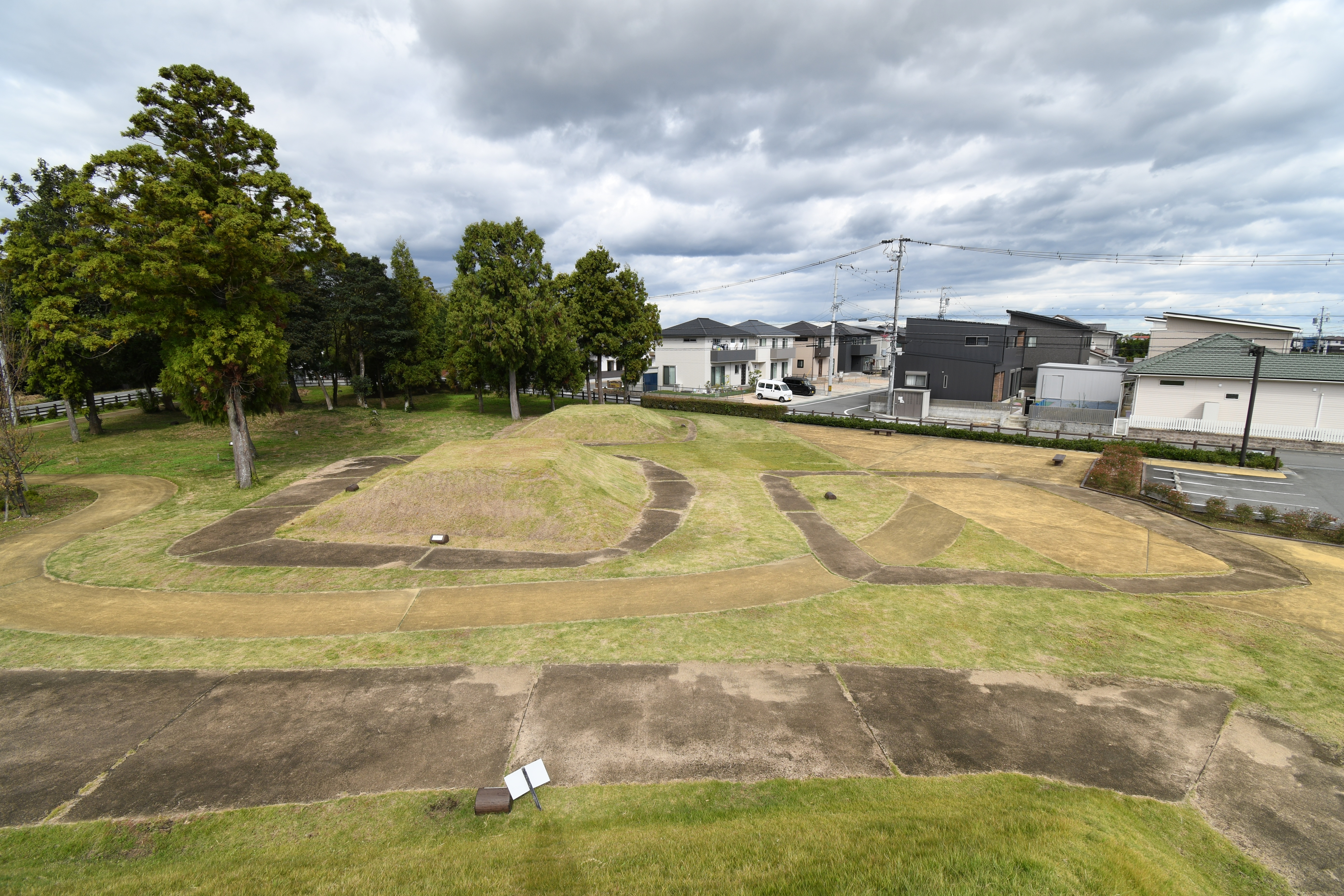
1号墳墳丘上から2-8号墳を望む

三重県中部、櫛田川・宮川間の洪積台地の段丘西端部に営造された古墳群である。かつては「坂本百八塚」と称され、前方後方墳1基（1号墳）・推定前方後円墳（5号墳）のほか、円墳・方墳など計150基以上から構成されたが、ほとんどが消滅し現在は6基（1-6号墳）のみを遺存する。1995年度（平成7年度）以降に調査が実施されており、残存古墳が発掘されたほか埋没古墳30数基の存在が確認されている。
古墳群のうち唯一の前方後方墳である1号墳は、全国で最後の前方後方墳であり、当時としては珍しく割竹形木棺の直葬を埋葬施設とする点、装飾大刀の金銅装頭椎大刀が出土した点で注目される。また2号墳・3号墳は方墳であり、発掘調査では2号墳から耳環が、3号墳から鉄刀が出土している。
古墳群の営造時期は、古墳時代終末期の7世紀前半-中葉頃を中心とする時期と推定される。当時としては三重県内で代表的な大規模群集墳であるとともに、1号墳築造の数十年後の天武天皇3年（674年）には南1キロメートルで斎宮制度が成立することから、斎宮の成立に関与した可能性が想定される点でも重要視される古墳群である。
1・2・3・4・6・8号墳の古墳域は2004年（平成16年）に三重県指定史跡に指定された。現在では史跡整備のうえで、坂本古墳公園として公開されている。

## 遺跡歴
- 1935年（昭和10年）頃以降、開墾によって多くの古墳が消滅[1]。
- 県史跡範囲内
  - 1995-1996年度（平成7-8年度）、測量・試掘調査：第1次調査（明和町教育委員会、2001年に概報刊行）[5]。
  - 1996年度（平成8年度）、1-3号墳の墳丘・周溝の発掘調査：第2次調査（明和町教育委員会、2001年に概報刊行）[5]。
  - 1997年度（平成9年度）、1-3号墳の埋葬施設の発掘調査：第3次調査（明和町教育委員会、2001年に概報刊行）[5]。
  - 1998年度（平成10年度）、範囲確認調査：第4次調査（明和町教育委員会、2001年に概報刊行）[5]。
  - 2000年度（平成12年度）
    - 範囲確認調査：第5次調査（明和町教育委員会、2001年に概報刊行）[5]。
    - 2001年（平成13年）3月27日、1号墳出土の金銅装頭椎大刀が三重県指定有形文化財に指定[6]。

  - 2004年（平成16年）1月19日、1-4号墳・6号墳が三重県指定史跡に指定[4]。
  - 2012年（平成24年）3月9日、県史跡範囲の追加指定[7]。
  - 2013年度（平成25年度）
    - 範囲確認調査：第6次調査（明和町教育委員会、2017年に報告書刊行）[7]。
    - 立会・発掘調査：第7次調査（明和町教育委員会、2017年に報告書刊行）[7]。

  - 2015年度（平成27年度）、立会・発掘調査：第8次調査（明和町教育委員会、2017年に報告書刊行）[7]。
  - 2018年（平成30年）1月20日、坂本古墳公園の開園。
- 県史跡範囲外
  - 1991年度（平成3年）、第1次調査。方墳1基を確認（明和町教育委員会）[1]。
  - 2012年度（平成24年度）、第2次調査。周溝複数を確認（明和町教育委員会）[1]。
  - 2013年度（平成25年度）、第3次調査。古墳なし（明和町教育委員会）[1]。
  - 2014年度（平成26年度）、第4次調査。古墳多数を確認（明和町教育委員会）[1]。
  - 2018-2019年度（平成30-令和元年度）、第5次調査。古墳多数を確認（明和町教育委員会）[1]。
  - 2021年度（令和3年度）、第6次調査。古墳4基を確認（明和町教育委員会）。

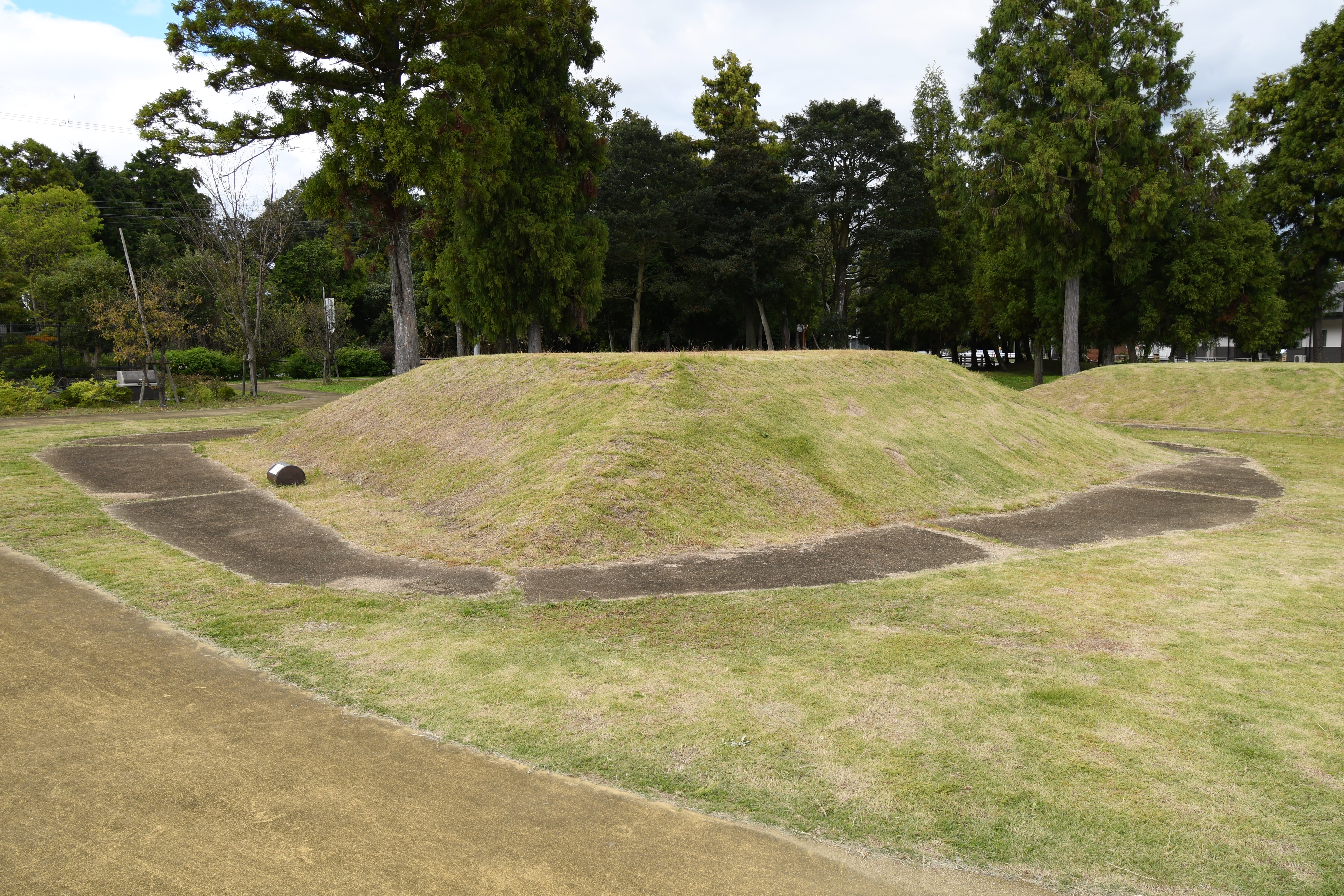
2号墳
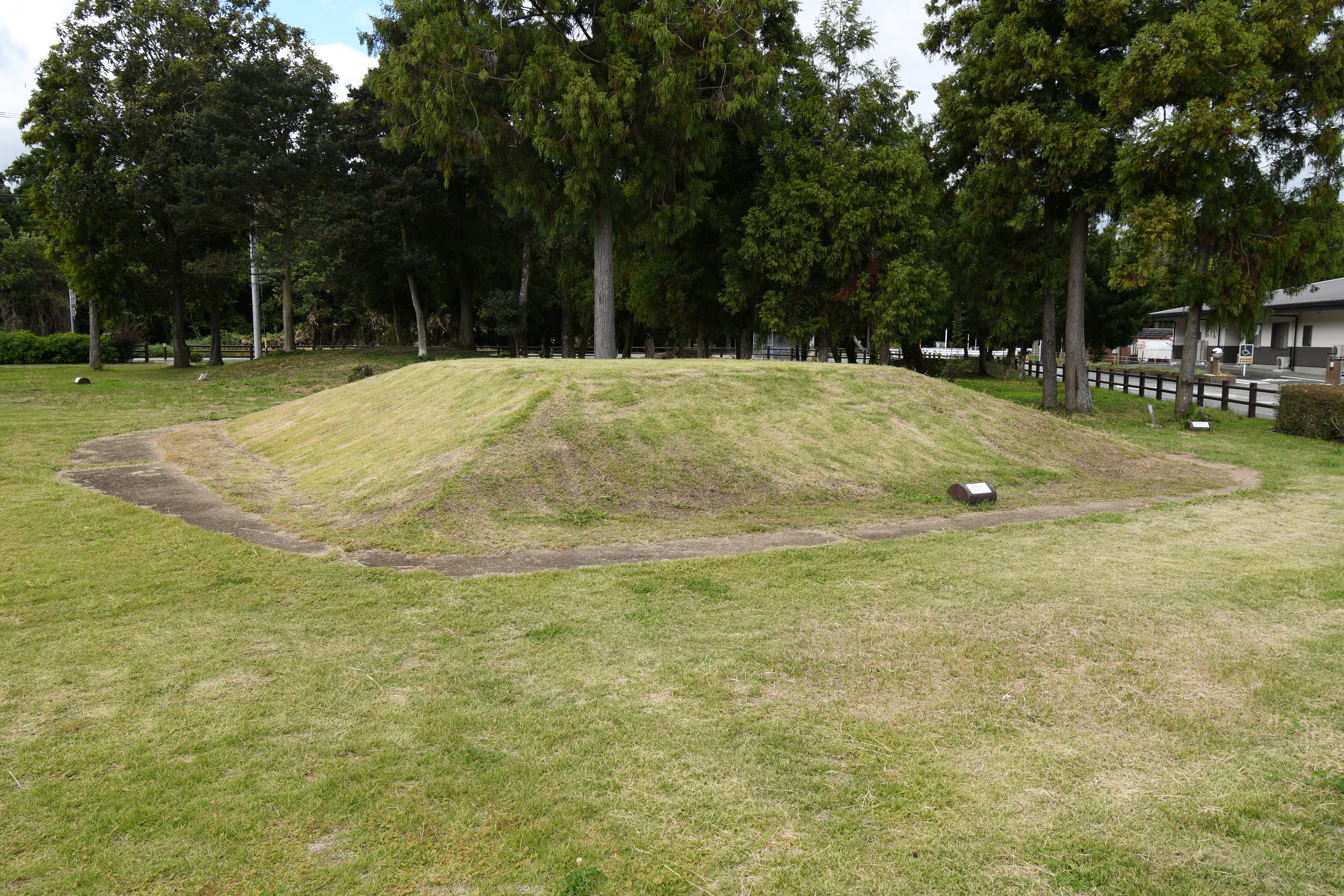
3号墳
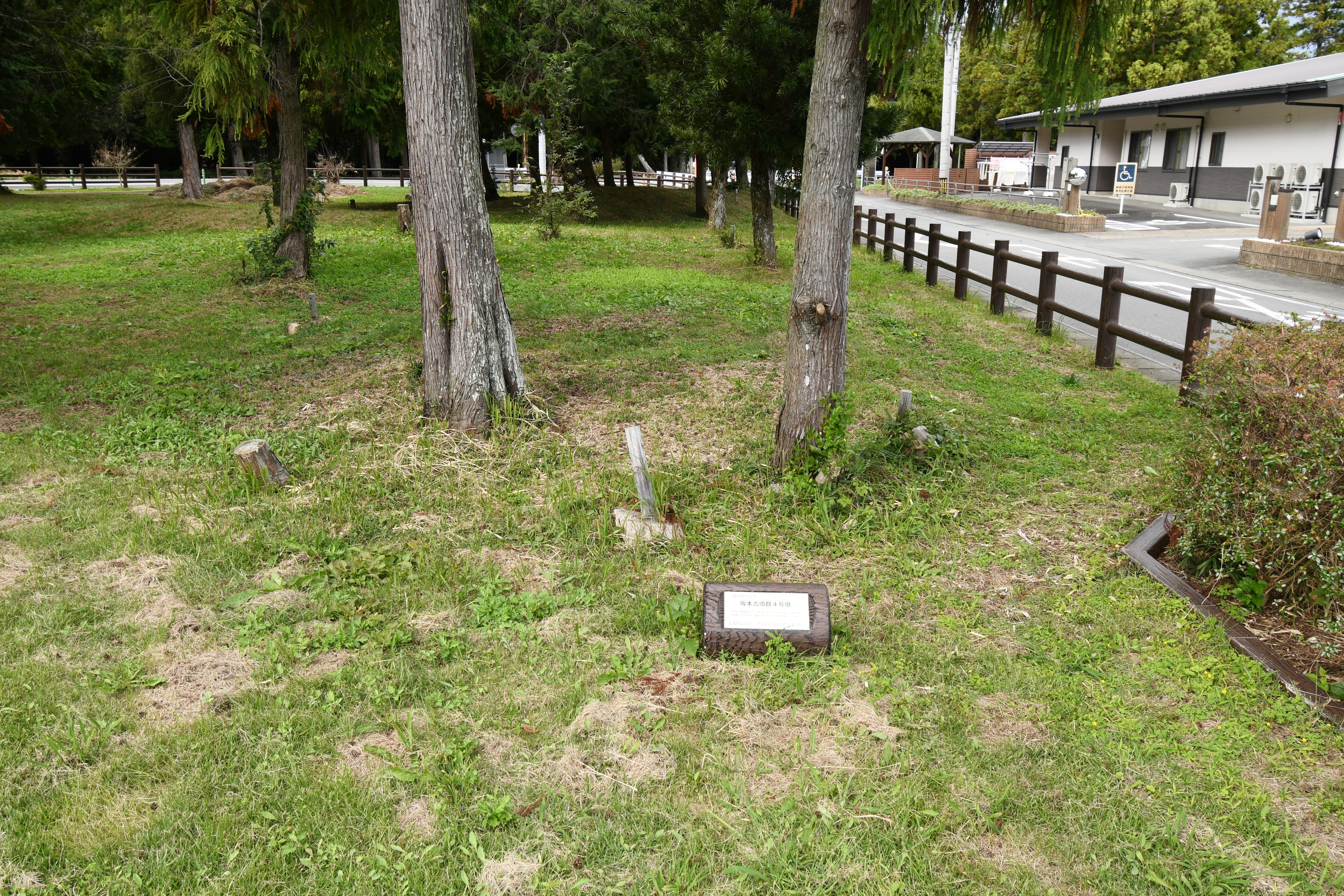
4号墳
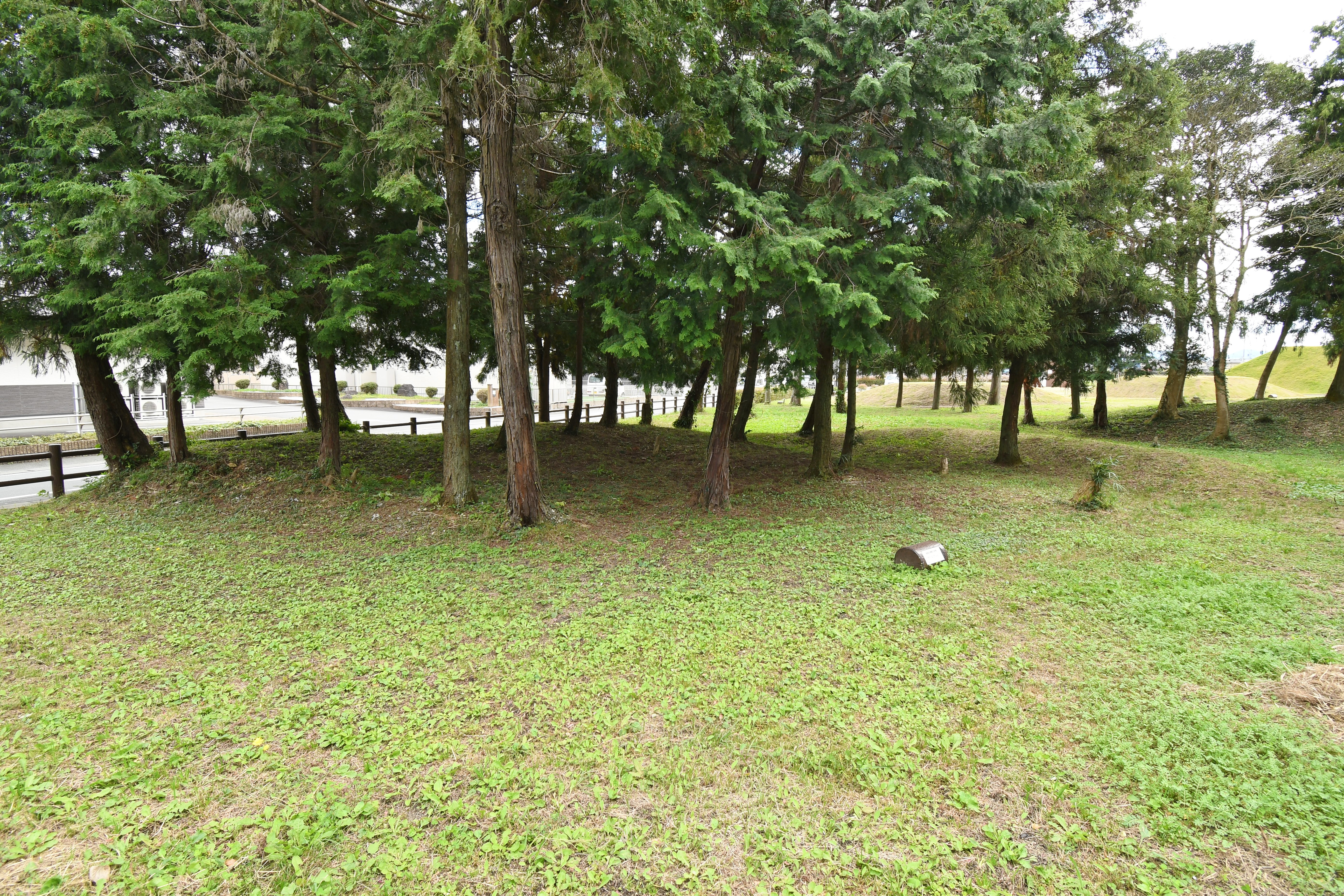
5号墳
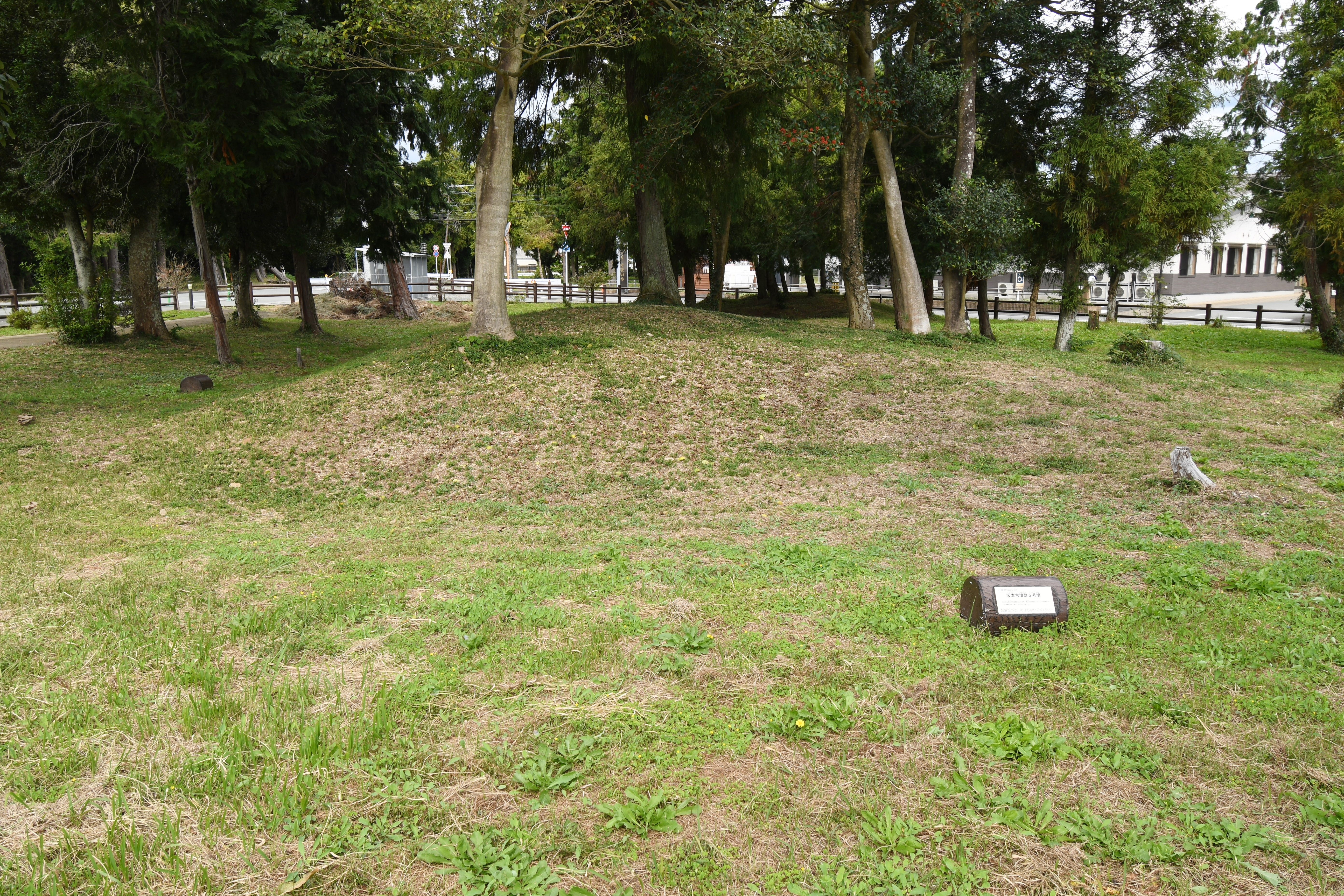
6号墳
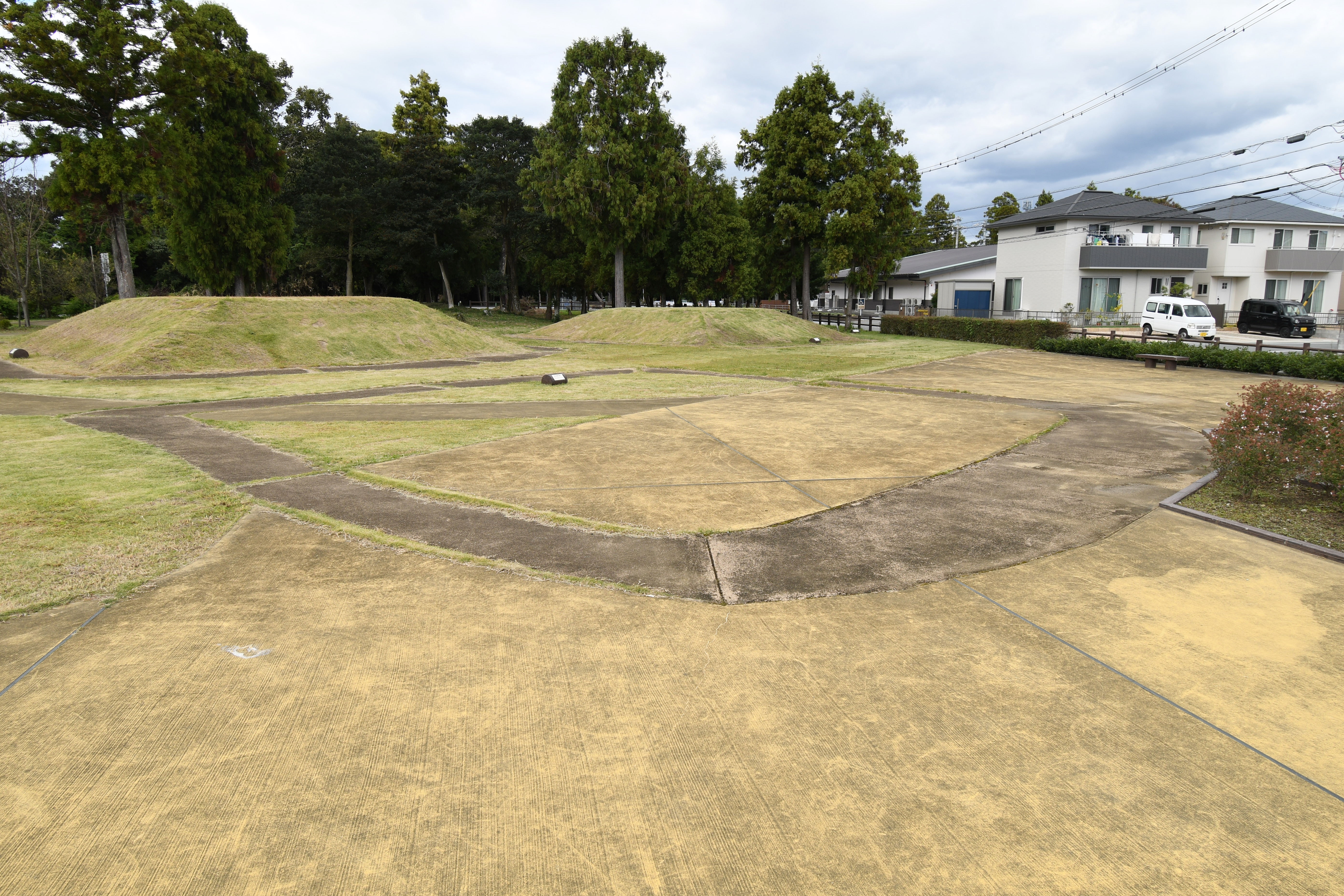
8号墳
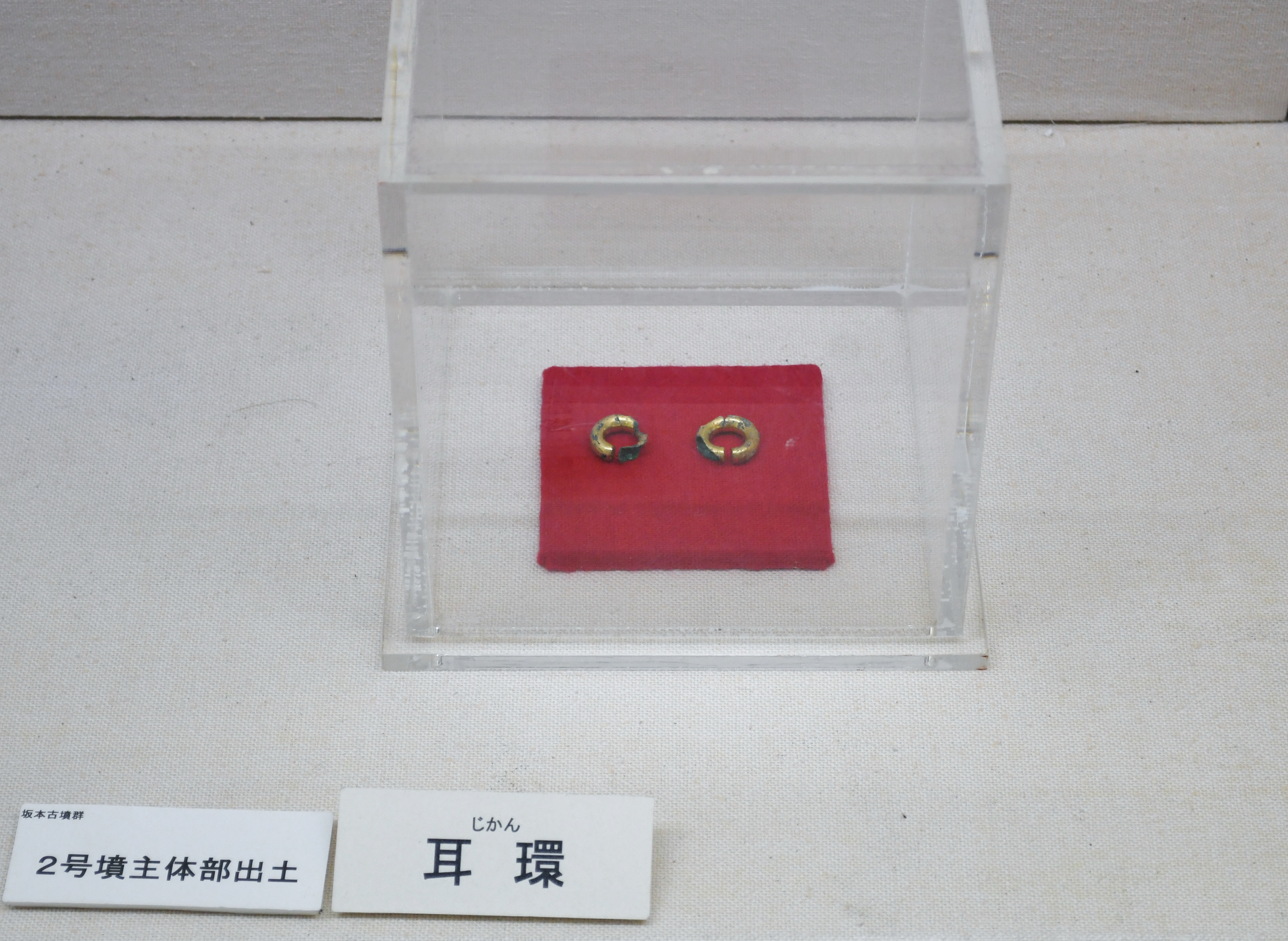
2号墳出土 耳環 明和町歴史民俗資料館展示。
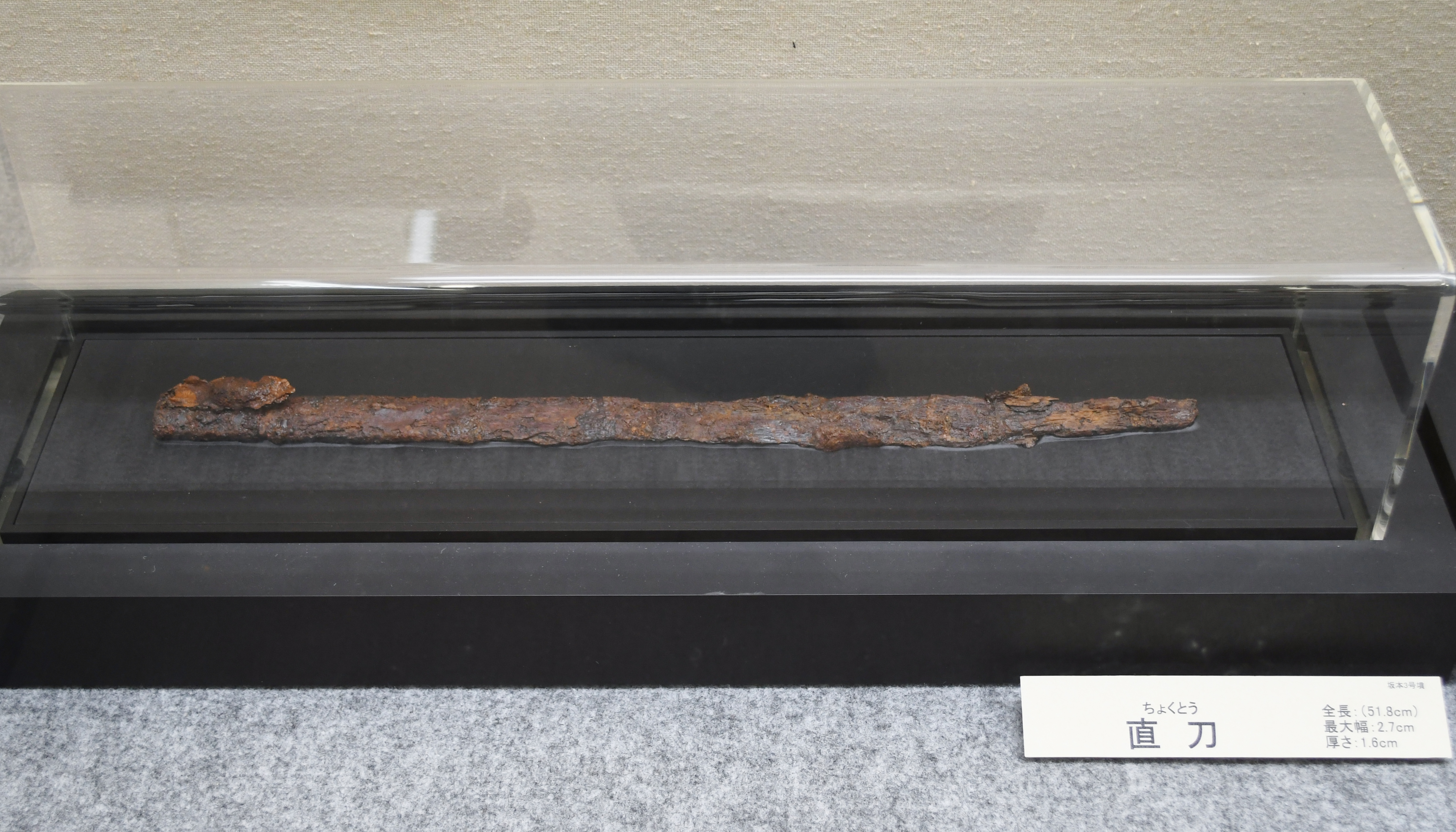
3号墳出土 直刀 明和町歴史民俗資料館展示。

## 1号墳

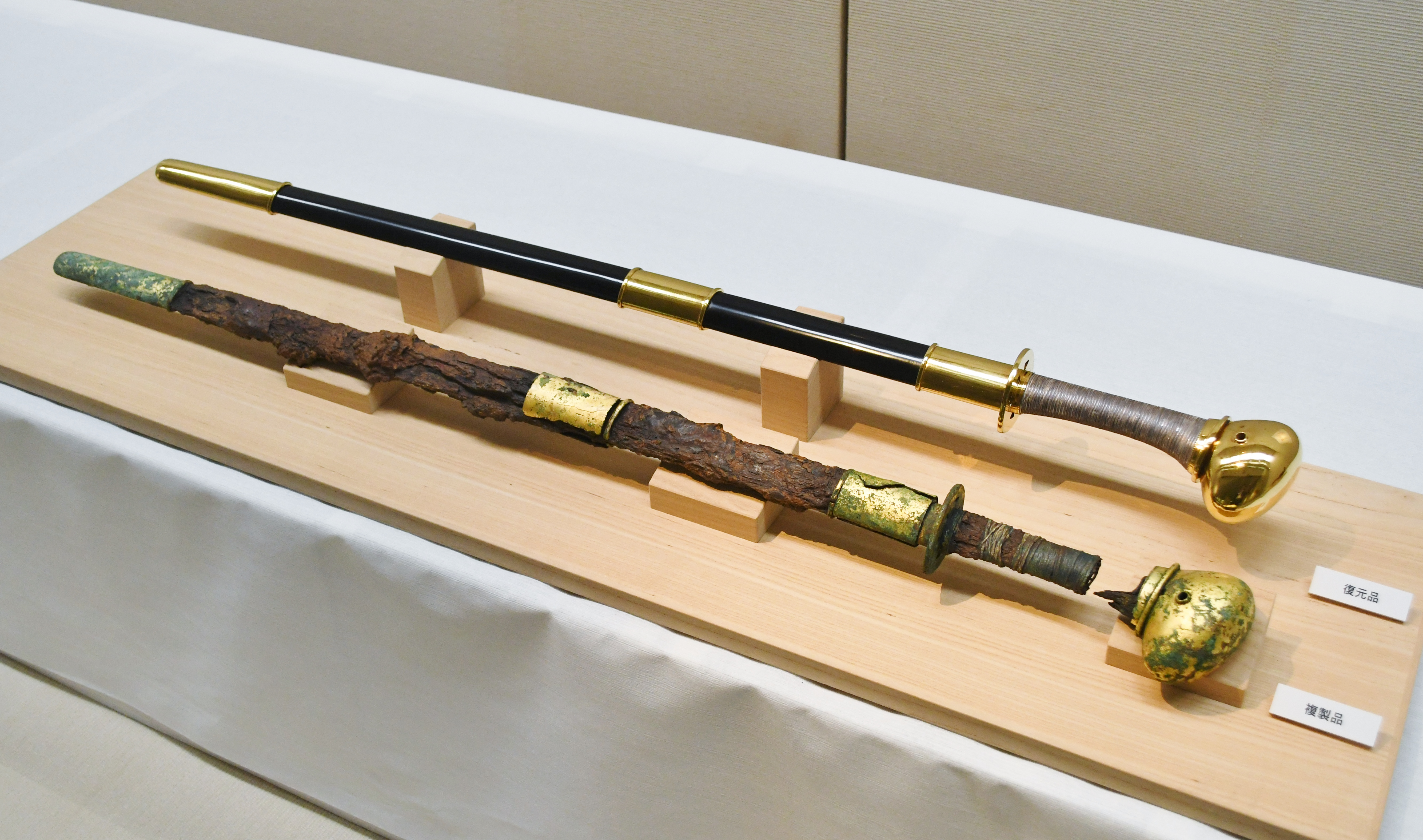
金銅装頭椎大刀（複製・復元）原品は三重県指定文化財。大阪歴史博物館企画展示時に撮影。

1号墳は、坂本古墳群の主墳。1996年度（平成8年度）に墳丘・周溝の発掘調査が、1997年度（平成9年度）に埋葬施設の発掘調査が実施されている。
墳形は前方後方形で、前方部を南南西方向に向ける。古墳の規模は次の通り。
- 墳丘長：38.0メートル
- 後方部
  - 長さ：20.2メートル
  - 幅：17.8メートル
  - 高さ：4.2メートル
- 前方部
  - 長さ：11.0メートル
  - 幅：15.0メートル
  - 高さ：2.6メートル

墳丘周囲には周溝が巡らされており、幅2.5-4.6メートル・深さ0.6-1.0メートルを測る。
埋葬施設は後方部中央における割竹形木棺の直葬である。木棺を据える墓壙は長さ6.5メートル・幅3.5メートル・深さ0.5-0.8メートルを測り、木棺は長さ4.72メートル・幅0.74メートル・高さ0.44メートルを測る。発掘調査では、副葬品として金銅装頭椎大刀（装飾大刀）含む鉄刀2・須恵器（横瓶・平瓶・𤭯）が検出されている。
築造時期は古墳時代終末期の7世紀前半頃と推定される。前方後方墳は主に古墳時代前期に見られる墳形であるが、全国で最後の前方後方墳として終末期に築造された点で注目される古墳になる。また当時としては珍しく割竹形木棺の直葬を埋葬施設とする点、三重県内では初めてかつ東海地方でも数少ない金銅装頭椎大刀の出土の点でも注目される。
金銅装頭椎大刀は2001年（平成13年）に三重県指定有形文化財に指定されている。

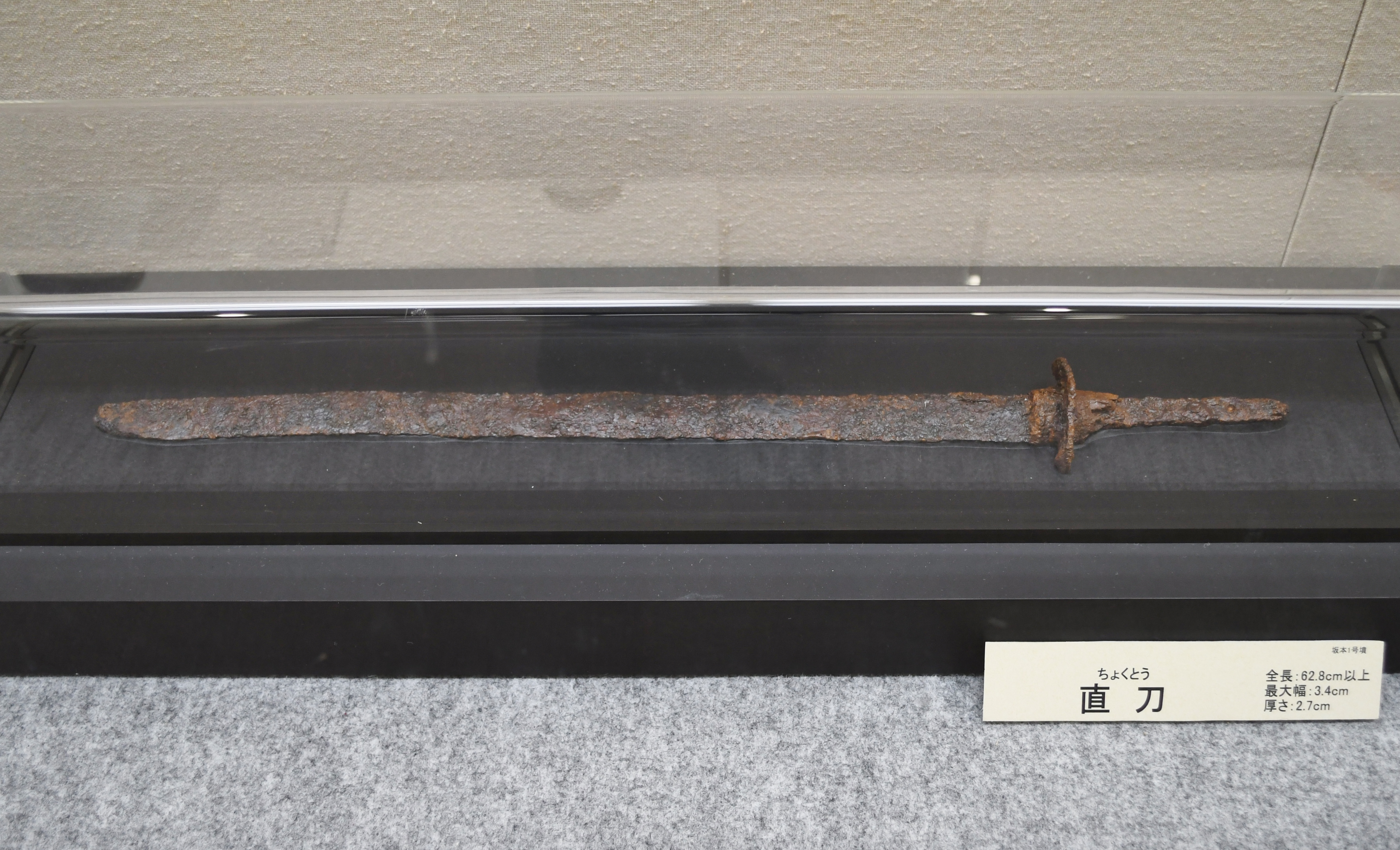
直刀 明和町歴史民俗資料館展示。
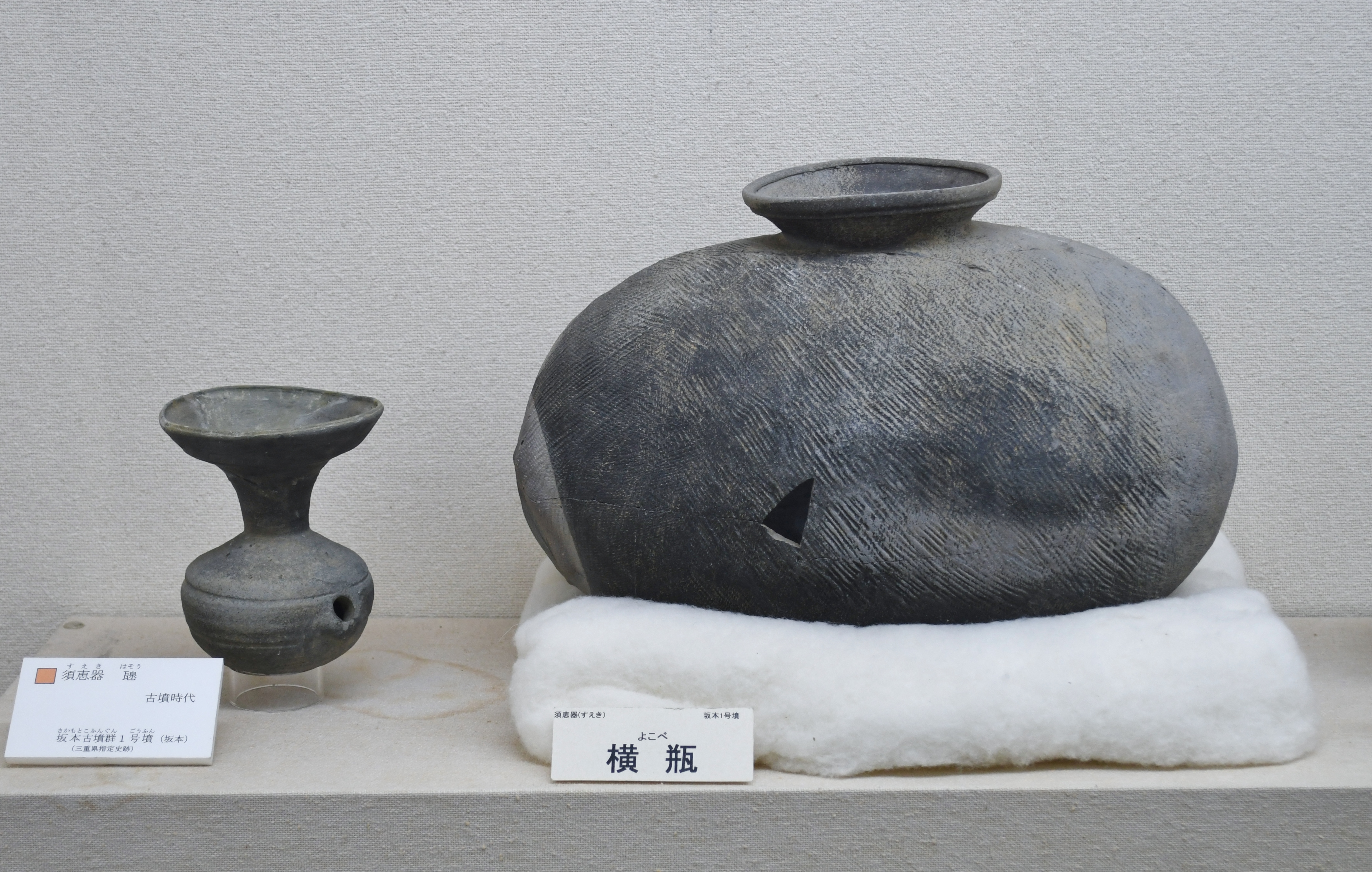
須恵器 𤭯・横瓶 明和町歴史民俗資料館展示。

## 文化財

### 三重県指定文化財
- 有形文化財
  - 金銅装頭椎大刀（考古資料） - 全長106センチメートル。2001年（平成13年）年3月27日指定[6]。
- 史跡
  - 坂本古墳群 - 2004年（平成16年）1月19日指定[4]、2012年（平成24年）3月9日に史跡範囲の追加指定[7]。

## 関連施設
- 明和町ふるさと会館（明和町馬之上）- 2階に歴史民俗資料館。坂本1号墳出土の金銅装頭椎大刀の復元品を展示[8]。

## 関連文献
（記事執筆に使用していない関連文献）
- 『三重県史 資料編 考古1』三重県、2005年。
- 『第6次坂本古墳群発掘調査概要』明和町、2022年。 - リンクは奈良文化財研究所「全国遺跡報告総覧」。